# Paris-Roubaix 2005
La 103e édition de la course cycliste Paris-Roubaix s'est déroulée le 10 avril 2005 sur une distance de 259 km dont 55 km de pavés, dans de très bonnes conditions climatiques. La course est la sixième épreuve de l'UCI ProTour 2005. Elle est remportée par le Belge Tom Boonen (Quick Step-Davitamon) devant l'Américain George Hincapie (Discovery Channel) et l'Espagnol Juan Antonio Flecha (Fassa Bortolo).
Hincapie est cependant déclassé en 2012 par l'UCI et perd le bénéfice de sa seconde place. Personne n'est reclassé à la place.

## Présentation

### Parcours
Exceptionnellement, la trouée d'Arenberg n'est pas empruntée en raison de l'effondrement de galeries des anciennes mines qui ont causé des affaissements.
| Secteur | Kilomètre | Localisation                              | Longueur | Difficulté |
| ------- | --------- | ----------------------------------------- | -------- | ---------- |
| 26      | 97,5      | Troisvilles > Inchy                       | 2 200 m  | 03         |
| 25      | 103,8     | Viesly > Quiévy                           | 1 800 m  | 03         |
| 24      | 106,4     | Quiévy > Saint-Python                     | 3 700 m  | 04         |
| 23      | 111,1     | Saint-Python                              | 1 500 m  | 02         |
| 22      | 122,7     | Escarmain                                 | 1 500 m  | 01         |
| 21      | 126,9     | Vertain > Saint-Martin-sur-Écaillon       | 1 900 m  | 03         |
| 20-2    | 133,6     | Capelle-sur-Écaillon > Le-Buat            | 1 700 m  | 03         |
| 20-1    | 133,6     | Artres > Préseau                          | 2 000 m  | 01         |
| 19      | 149,5     | Aulnoy-lez-Valenciennes > Famars          | 2 600 m  | 05         |
| 18      | 153       | Famars > Artres                           | 1 200 m  | 03         |
| 17-2    | 155,8     | Artres > Quérénaing                       | 1 400 m  | 03         |
| 17-1    | 157       | Quérénaing > Maing                        | 2 500 m  | 03         |
| 16      | 160,9     | Maing > Monchaux-sur-Écaillon             | 1 600 m  | 03         |
| 15      | 155,5     | Haveluy > Hélesmes                        | 2 400 m  | 04         |
| 14      | 178,5     | Hornaing > Wandignies-Hamage              | 3 700 m  | 03         |
| 13-2    | 186       | Warlaing > Brillon                        | 2 400 m  | 04         |
| 13-1    | 189,5     | Tilloy-lez-Marchiennes > Sars-et-Rosières | 2 400 m  | 03         |
| 12      | 200,4     | Orchies                                   | 1 700 m  | 03         |
| 11      | 206,5     | Auchy-lez-Orchies > Bersée                | 2 600 m  | 03         |
| 10      | 212       | Mons-en-Pévèle                            | 3 000 m  | 05         |
| 9       | 218       | Mérignies > Pont-à-Marcq                  | 700 m    | 02         |
| 8       | 221,4     | Pont-Thibaut > Ennevelin                  | 1 400 m  | 03         |
| 7-2     | 226,7     | Templeuve (L'Épinette)                    | 200 m    | 01         |
| 7-1     | 227,3     | Templeuve (Moulin-de-Vertain)             | 500 m    | 03         |
| 6       | 233,6     | Cysoing > Bourghelles                     | 1 400 m  | 04         |
| 5       | 239,9     | Camphin-en-Pévèle                         | 1 800 m  | 04         |
| 4       | 242,6     | Carrefour de l'Arbre                      | 2 100 m  | 05         |
| 3       | 244,8     | Gruson                                    | 1 100 m  | 02         |
| 2       | 251,4     | Hem                                       | 1 400 m  | 01         |
| 1       | 257,6     | Roubaix                                   | 300 m    | 01         |
| Total   | Total     | Total                                     | 54 700 m | 54 700 m   |

### Équipes
Paris-Roubaix figure au calendrier de l'UCI ProTour 2005.
On retrouve un total de 25 équipes au départ, 20 faisant partie du ProTour, la première division mondiale, et les cinq dernières des équipes continentales, la seconde division mondiale.
| ProTeams (20)- Liquigas-Bianchi - Fassa Bortolo - Davitamon-Lotto - T-Mobile - CSC - Rabobank - Phonak Hearing Systems - Discovery Channel - Saunier Duval-Prodir - Quick Step-Innergetic - Gerolsteiner - Crédit Agricole - La Française des jeux - Liberty Seguros-Würth - Lampre-Caffita - Cofidis-Le Crédit par Téléphone - Euskaltel-Euskadi - Bouygues Télécom - Domina Vacanze-De Nardi - Illes Balears-Caisse d'Épargne Équipes continentales professionnelles (5)- AG2R Prévoyance - Landbouwkrediet-Colnago - Agritubel - MrBookmaker-Sports Tech - RAGT Semences |
| |

## La course
Une semaine après le Tour des Flandres, Tom Boonen remporte la course devant deux autres échappés au sprint. Grâce à cette victoire, il prend la tête du classement du ProTour 2005. Magnus Bäckstedt vainqueur l'année précédente finit quatrième. Un autre ancien vainqueur, Frédéric Guesdon, s'est relevé alors qu'il était septième à moins de cinquante mètres de la ligne d'arrivée.

## Classement
| \| Classement général \| Classement général \| Classement général \| Classement général \| Classement général \| \| Coureur \| Coureur \| Pays \| Équipe \| Temps \| \| ------------------ \| ------------------- \| ------------------ \| ------------------------------- \| ------------------ \| \| 1er \| Tom Boonen \| Belgique \| Quick Step-Innergetic \| 6 h 29 min 38 s \| \| 2e \| George Hincapie \| États-Unis \| Discovery Channel \| + 0 s \| \| 3e \| Juan Antonio Flecha \| Espagne \| Fassa Bortolo \| + 0 s \| \| 4e \| Magnus Bäckstedt \| Suède \| Liquigas-Bianchi \| + 1 min 09 s \| \| 5e \| Lars Michaelsen \| Danemark \| CSC \| + 2 min 43 s \| \| 6e \| Léon van Bon \| Pays-Bas \| Davitamon-Lotto \| + 3 min 49 s \| \| 7e \| Florent Brard \| France \| Agritubel \| + 3 min 49 s \| \| 8e \| Fabian Cancellara \| Suisse \| Fassa Bortolo \| + 3 min 49 s \| \| 9e \| Thor Hushovd \| Norvège \| Crédit Agricole \| + 3 min 49 s \| \| 10e \| Arnaud Coyot \| France \| Cofidis-Le Crédit par Téléphone \| + 3 min 49 s \| \| 11e \| Frédéric Guesdon \| France \| La Française des jeux \| + 3 min 49 s \| \| 12e \| Vladimir Gusev \| Russie \| CSC \| + 3 min 49 s \| \| 13e \| Erwin Thijs \| Belgique \| Mr Bookmaker.com-SportsTech \| + 3 min 49 s \| \| 14e \| Nico Mattan \| Belgique \| Davitamon-Lotto \| + 3 min 49 s \| \| 15e \| Kevin Hulsmans \| Belgique \| Quick Step-Innergetic \| + 3 min 49 s \| \| 16e \| Steffen Wesemann \| Allemagne \| T-Mobile \| + 3 min 49 s \| \| 17e \| Frank Høj \| Danemark \| Gerolsteiner \| + 4 min 48 s \| \| 18e \| Stuart O'Grady \| Australie \| Cofidis-Le Crédit par Téléphone \| + 4 min 52 s \| \| 19e \| Pedro Horrillo \| Espagne \| Rabobank \| + 4 min 52 s \| \| 20e \| Jeremy Hunt \| Royaume-Uni \| Mr Bookmaker.com-SportsTech \| + 4 min 52 s \| |                     |             |                                 |                 |
| |                     |             |                                 |                 |
| |                     |             |                                 |                 |
| Classement général |                     |             |                                 |                 |
| Coureur | Coureur             | Pays        | Équipe                          | Temps           |
| 1er | Tom Boonen          | Belgique    | Quick Step-Innergetic           | 6 h 29 min 38 s |
| 2e | George Hincapie     | États-Unis  | Discovery Channel               | + 0 s           |
| 3e | Juan Antonio Flecha | Espagne     | Fassa Bortolo                   | + 0 s           |
| 4e | Magnus Bäckstedt    | Suède       | Liquigas-Bianchi                | + 1 min 09 s    |
| 5e | Lars Michaelsen     | Danemark    | CSC                             | + 2 min 43 s    |
| 6e | Léon van Bon        | Pays-Bas    | Davitamon-Lotto                 | + 3 min 49 s    |
| 7e | Florent Brard       | France      | Agritubel                       | + 3 min 49 s    |
| 8e | Fabian Cancellara   | Suisse      | Fassa Bortolo                   | + 3 min 49 s    |
| 9e | Thor Hushovd        | Norvège     | Crédit Agricole                 | + 3 min 49 s    |
| 10e | Arnaud Coyot        | France      | Cofidis-Le Crédit par Téléphone | + 3 min 49 s    |
| 11e | Frédéric Guesdon    | France      | La Française des jeux           | + 3 min 49 s    |
| 12e | Vladimir Gusev      | Russie      | CSC                             | + 3 min 49 s    |
| 13e | Erwin Thijs         | Belgique    | Mr Bookmaker.com-SportsTech     | + 3 min 49 s    |
| 14e | Nico Mattan         | Belgique    | Davitamon-Lotto                 | + 3 min 49 s    |
| 15e | Kevin Hulsmans      | Belgique    | Quick Step-Innergetic           | + 3 min 49 s    |
| 16e | Steffen Wesemann    | Allemagne   | T-Mobile                        | + 3 min 49 s    |
| 17e | Frank Høj           | Danemark    | Gerolsteiner                    | + 4 min 48 s    |
| 18e | Stuart O'Grady      | Australie   | Cofidis-Le Crédit par Téléphone | + 4 min 52 s    |
| 19e | Pedro Horrillo      | Espagne     | Rabobank                        | + 4 min 52 s    |
| 20e | Jeremy Hunt         | Royaume-Uni | Mr Bookmaker.com-SportsTech     | + 4 min 52 s    |

### Classement UCI
La course attribue des points au classement UCI ProTour 2005 selon le barème suivant :
| Position           | 1er | 2e | 3e | 4e | 5e | 6e | 7e | 8e | 9e | 10e |
| Classement général | 50  | 40 | 35 | 30 | 25 | 20 | 15 | 10 | 5  | 1   |

Après cette sixième épreuve le classement est le suivant :